# Mistrzostwa Azji Południowo-Wschodniej w zapasach
Zawody rozgrywane nieregularnie, w różnych formatach.

## Mistrzostwa Azji Południowo-Wschodniej 1997
Zawody rozegrano w Wietnamie, w dniach 29 kwietnia – 1 maja.

## Mistrzostwa Azji Południowo-Wschodniej 1999
Zawody rozegrano w stolicy Malezji, Kuala Lumpur, w dniach 19 – 20 listopada.
- W stylu wolnym

| Waga  | Złoto:          | Srebro:          | Brąz:         |
| 50 kg | Trần Văn Sơn    | Surianto         | Somphalk      |
| 54 kg | Weerapel Kottu  | Tạ Đình Đức      | Dedi Damhudi  |
| 58 kg | Azimi Mohamed   | Zuhaidir         | Đới Đăng Hỷ   |
| 63 kg | Mustafa Ghazali | Trần Anh Tuấn    | Ardhat        |
| 69 kg | Đỗ Xuân Ty      | Surachet Kwannai | Adi Lisitiono |
| 76 kg | Didi Supriyadi  | Phạm Thanh Quyết | Ronnachai     |
| 85 kg | Bambang Erawan  | Lê Đức Tùng      | Phanupan Si   |

## Mistrzostwa Azji Południowo-Wschodniej 2014
Zawody rozegrano w Singapurze. 

## Mistrzostwa Azji Południowo-Wschodniej 2015
Zawody rozegrano w Wietnamie.

## Mistrzostwa Azji Południowo-Wschodniej 2017
Zawody rozegrano w Bắc Ninh w Wietnamie, w dniu 23 listopada.

## Mistrzostwa Azji Południowo-Wschodniej 2018
Zawody rozegrano w San Pablo na Filipinach, w dniu 12 listopada.

## Mistrzostwa Azji Południowo-Wschodniej 2022
Zawody rozegrano w Phnom Penh na Kambodży, w dniach 14-19 grudnia.
- Wyniki

## Mistrzostwa Azji Południowo-Wschodniej 2023
Zawody rozegrano w Phnom Penh na Kambodży, w dniach 5-9 grudnia.
- Wyniki

## Mistrzostwa Azji Południowo-Wschodniej 2025
Zawody rozegrano w Singapurze, w dniach 10-12 maja.
- Wyniki